# 35mm判換算焦点距離
35mm判換算焦点距離は、写真用語の1つである。「35mm」とは、36 x 24 mm判、俗に言う「ライカ判」のことを指しており、その数字自体には実の所、とくに意味は無い。ライカ判以外のサイズ用の写真レンズについて、画角がその画角と同じライカ判用の場合の焦点距離で表現したものである。「35mm判換算で○○mm相当」などと広告やカメラ雑誌などに書かれるものであり、ライカ判を基準とするのは、かつての銀塩フィルム写真時代のデファクトスタンダードだったため、それに慣れている者にとってはそれが「直感的」だからである。なお、この語が表現しているものは、画角についてであって、焦点距離ではないため、それを正確に表現しようとするならば「35mm判焦点距離換算」という感じになる。

## 概要
レンズの画角は、その焦点距離と撮影サイズ（イメージサークル）で決まる。
日本では一世を風靡したハーフ判をはじめ中判カメラや、動画（ビデオカメラ）用の撮像管、フィルム末期のAPS、110フィルム、さらにマイナーなものまで数え上げれば数限りなく、「35mm判換算焦点距離」（そのような表現であったどうかはともかく）が必要なものはあったわけだが、ライカ判がデファクトスタンダードだったこともあり、また中判以上を使うようなプロはそんなものをいちいち言ったりもしないので、あまり言われるものではなかった。
しかしデジタルカメラでは、携帯情報端末などデジタルガジェット類に内蔵の超小型のものをはじめとして、固体撮像素子は比較すると小さめのものが専ら多くなり、特に一眼レフ、あるいはミラーレス一眼カメラやレンズ交換式カメラにおいて、従来のライカ判カメラのレンズに慣れていた多くのユーザーは焦点距離から画角を感覚的に把握しているので、その便宜として「35mm判換算焦点距離」を示すことが増えたのである。
なお、被写界深度は、そのレンズの実際の焦点距離に依るものであって、換算値から想像されるような被写界深度にはならず、ボケも同様である。

## 求め方
他のフォーマットの「35mm判換算焦点距離」は、使用する焦点距離にメーカーが発表している倍数を掛けることで近似値を求めることができる。
APS-HサイズDSLR用レンズの35mm判換算の焦点距離イメージ
キヤノン製APS-HサイズDSLRの場合は、焦点距離を1.3倍にした値である。
焦点距離35mmのレンズを装着した場合、35mm判換算で45.5mm相当の有効撮影画角となる。
APS-CサイズDSLR用レンズの35mm判換算の焦点距離イメージ
ニコン・ソニー製APS-CサイズDSLRの場合は、焦点距離を約1.5倍にした値である。
焦点距離35mmのレンズを装着した場合、35mm判換算で52.5mm相当の有効撮影画角となる。
ペンタックス製APS-CサイズDSLRの場合は、焦点距離を約1.53倍にした値である。
焦点距離35mmのレンズを装着した場合、35mm判換算で53.5mm相当の有効撮影画角となる。
キヤノン製APS-CサイズDSLRの場合は、焦点距離を約1.6倍にした値である。
焦点距離35mmのレンズを装着した場合、35mm判換算で56mm相当の有効撮影画角となる。
フォーサーズシステム（マイクロフォーサーズシステム）DSLR用レンズの35mm判換算の焦点距離イメージ
焦点距離を2倍にした値である。
焦点距離25mmのレンズを装着した場合、35mm判換算で50mm相当の有効撮影画角となる。
ハーフサイズカメラの35mm判換算の焦点距離イメージ
かつて使われた24×18 mmのハーフ判（フィルム）カメラの場合は、焦点距離を1.4倍にした値である。
中判SLR・中判DSLRの35mm判換算の焦点距離イメージ
中判SLR・中判DSLRのレンズについても、「35mm判換算焦点距離」を発表しているメーカーがある。
ペンタックス製6×4.5判SLR（56×41.5 mm）の場合は、焦点距離を0.6倍にした値である。
焦点距離75mmのレンズを装着した場合、35mm判換算で45mm相当の有効撮影画角となる。
ペンタックス製中判DSLR（センサーサイズ44×33 mm）の場合は、焦点距離を0.8倍にした値である。
焦点距離55mmのレンズを装着した場合、35mm判換算で44mm相当の有効撮影画角となる。
マミヤ製中判DSLR（センサーサイズ48×36 mm）の場合は、焦点距離を約0.72倍にした値である。
焦点距離80mmのレンズを装着した場合、35mm判換算で58mm相当の有効撮影画角となる。
ライカSシステム
ライカSシステム（センサーサイズ30×45 mm）の場合は、焦点距離を0.8倍にした値である。
焦点距離70mmのレンズを装着した場合、35mm判換算で56mm相当の有効撮影画角となる。
35mmフルサイズDSLR
35mmフルサイズDSLRのイメージセンサーは、35mm判フィルムカメラとほぼ同じであり、無視できる範囲である。
コンパクトデジタルカメラ
レンズ組み込み式のコンパクトデジタルカメラのイメージセンサーは、各々で異なる。カタログの商品説明には、レンズの実際の焦点距離を表示せずに、35mm判換算であることを注意書きした上で、換算焦点距離のみを表示することが多い。その場合は、カタログの仕様表に実際の焦点距離と35mm判換算焦点距離が記載されている。
イメージセンサーサイズ1/1.7型・焦点距離6 - 22.5 mmのコンパクトデジタルカメラを例とすると、「28 - 105 mm」（35mm判換算）と表記している。